# خانه گوکلانی
خانه گوکلانی مربوط به دوره پهلوی است و در شهرستان ترکمن، بخش گمیشان، شهر گمیش تپه، خیابان عبدی جان آخوند، اولین فرعی سمت راست واقع شده و این اثر در تاریخ ۱۶ دی ۱۳۸۷ با شمارهٔ ثبت ۲۴۴۷۲ به‌عنوان یکی از آثار ملی ایران به ثبت رسیده است.